# Старуня (гміна)
Ґміна Старуня — адміністративна субодиниця Надвірнянського повіту Станиславівського воєводства і Крайсгауптманшафту Станіслав. Утворена 1 серпня 1934 року згідно з розпорядженням Міністерства внутрішніх справ РП від 21 липня 1934 за підписом міністра Мар'яна Зиндрама-Косьцялковського під час адміністративної реформи. Село Старуня стало центром сільської ґміни Старуня. Ґміна утворена з попередніх самоврядних сільських гмін Ґрабовєц, Гвозд, Молоткув, Старуня, Журакі.
У 1934 р. територія ґміни становила 90,08 км². Населення ґміни станом на 1931 рік становило 11 308 осіб. Налічувалось 2 376 житлових будинків.
Ґміна ліквідована 17 січня 1940 р. у зв’язку з утворенням Солотвинського району. Ґміна була відновлена на час німецької окупації з липня 1941 р. до липня 1944 р.